# Kill the Lights
»Kill the Lights« je pesem ameriške pop pevke Britney Spears iz njenega šestega glasbenega albuma, Circus. Produciral jo je Danja, njeno besedilo pa govori o paparazzih, medijih in drugih stvareh, s katerimi se soočajo slavne osebnosti. Pesem »Kill the Lights« je dance pesem s hitrejšim tempom. Čeprav je nikoli niso izdali kot singl, so zanjo potem, ko so oboževalci pri glasovanju, za katero pesem iz albuma Circus naj posnamejo videospot, izglasovali slednjo, posneli videospot, ki ga je režiral Francis Lawrence. Pesem je s strani kritikov prejela v glavnem pozitivne ocene, mnogi pa so jo primerjali s pesmimi iz njenega prejšnjega albuma, Blackout.

## Ozadje
Pesem »Kill the Lights« so napisali Danja, Marcella Araica in James Washington, ki so z Britney Spears sodelovali že na njenem petem glasbenem albumu, Blackout (2007). Leta 2008 je Danja pri studiju Chalice Recording Studios v Los Angelesu, Kalifornija, produciral njene pesmi, ki jih je nato posnela v studijih Glenwood Place Studios v Burbank, Kalifornija. Pesmi »Kill the Lights« in »Blur« sta bili edini pesmi iz te serije del, ki sta bili vključeni v standrdno verzijo albuma Circus, pesem »Rock Boy« pa je izšla kot dodatna pesem na razširjeni verziji albuma.

## Sprejem
Pesem je s strani kritikov prejemala v glavnem pozitivne ocene. Britanski časopis The Sun je pesem »Kill the Lights« opisal kot »prečudovit disko ognjemet«. Caryn Ganz iz revije Rolling Stone je napisal, da »fotografsko sarkastična pesem 'Kill the Lights' spominja na pesmi s poudarkom na sintetizatorju iz leta 2007, izdane na albumu Blackout.« Jon Pareles iz časopisa New York Times je napisal: »Njeno nadaljevanje pesmi 'Piece of Me', napada na soodvisne medije, je 'Kill the Lights'. Sredi elektronskih zvokov in zloveščih umetnih strun ter rogov, je fotografe privabila bliže, nato pa se jih začne otepati. 'Vsi te želijo videti', posvari bodoče zvezde. 'Bo življenje zate najboljše?'« Stephen Thomas Erlewine s spletne strani Allmusic je napisal, da je pesem »Kill the Lights« »odlična pesem, elegantna in privlačna. Vendar ni sodila na to zgoščenko, morala bi izziti preko albuma Blackout.« 20. decembra 2008 se je pesem prvič uvrstila na mnoge Billboardove glasbene lestvice zaradi visoke digitalne prodaje, medtem ko je album Circus pristal na vrhu lestvice Billboard 200. Od aprila 2010 je pesem »Kill the Lights« prodala 408.000 kopij izvodov v Združenih državah Amerike.

## Videospot
Animirani videospot za pesem »Kill the Lights«, ki ga je režiral Francis Lawrence, je izšel 27. julija 2009. Inspiracija za videospot je bila zgodba zmagovalke tekmovanja Zabavna fikcija na spletni strani Britney Spears, Argentinka Eliana Moyano. Videospot se prične z animacijo Danje, nato pa animacija Britney Spears skoči v svojo vesoljsko ladjo in odleti na drug planet. Med letenjem jo zasledujejo paparazzi. Skrije se na drugem planetu, kjer se med hojo ob njej prižigajo luči. Nato jo paparazzi ponovno najdejo in pričejo zasledovati, ona pa se jim izogne in s svojo vesoljsko ladjo odleti v vesolje. Nato s pritiskom na gumb na ladji uniči planet in ubije luči na njem. Čeprav pesem sama traja tri minute in devetinpetdeset sekund, je videospot trajal le dve minuti in osem sekund, saj so izpustili drugi verz in refren. Animirani videospot se je prvič predvajal na spletnih straneh Britney Spears in preko iTunesa izšel 15. septembra leta 2009.

## Dosežki
| Lestvica (2008)                               | Dosežki |
| --------------------------------------------- | ------- |
| Hot Canadian Digital Singles                  | 69      |
| U.S. Billboard Bubbling Under Hot 100 Singles | 11      |
| U.S. Billboard Pop 100                        | 69      |